# Les Corts (métro de Barcelone)
Ne pas confondre avec Les Corts, un district de Barcelone.
Les Corts est une station de la ligne 3 du métro de Barcelone.

## Histoire
La station est ouverte au public en 1975, lors de l'ouverture de la ligne III-B entre Paral·lel et Zona Universitària. En 1982, la station intègre la ligne 3 (qui fusionne les anciennes lignes III et III-B), tandis que les chiffres arabes remplacent les chiffres romains dans la numérotation des lignes.

## Lieux remarquables à proximité
- Camp Nou, le stade du FC Barcelone.
- Cimetière de les Corts[1]